# Río La Pasión

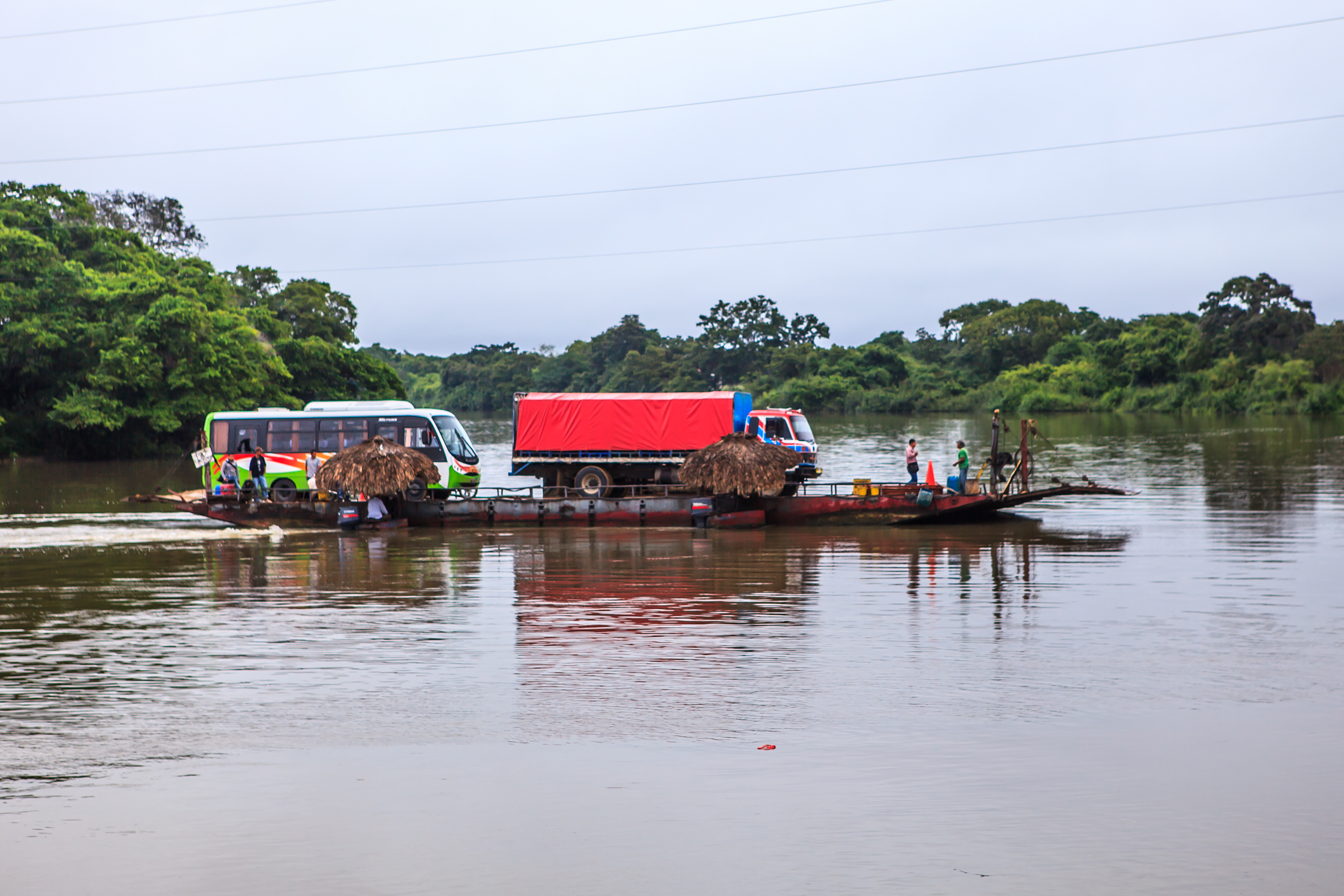
Ferry de coches cruzando el río de la Pasión

El río La Pasión es un río de 345 km que discurre por el norte de Guatemala. El río nace en las montañas en el norte de Alta Verapaz, bajo el nombre de río Chajmaic, para luego cambiar al de Sebol y finalmente al de La Pasión; es alimentado por un gran número de afluentes que drenan una parte importante del departamento de Petén. El río torna al oeste para confluir con el río Salinas,  (16°28′52″N 90°32′39″O / 16.48111, -90.54417) formando el río Usumacinta, que sigue en dirección del norte para desembocar en el golfo de México.

## Nacimiento y curso
En las tierras bajas del departamento de Petén, dentro del municipio de Sayaxché, se encuentra el río La Pasión. Su corriente se origina en las montañas del norte del departamento de Alta Verapaz, en donde es alimentada por varios ríos, entre ellos los más importantes son el río Candelaria y el río Raxrujá, ubicados en los municipios de Chisec y Raxruhá respectivamente.
Dentro de Petén, la corriente sigue con dirección al norte por el municipio de San Luis, en el cual es alimentada por el río Cancuén, hasta llegar al municipio de Sayaxché en donde el río La Pasión se forma, con una extensión de 353 kilómetros de longitud y de 400 metros en su parte más ancha. En este departamento, la afluente del río se alimenta principalmente de los ríos San Juan, Machaquilá, Petexbatun y Subin hasta desembocar en el río Salinas. Convergencia donde se forma el río Usumacinta, uno de los más importantes ríos de la región y el cual confluye en el Golfo de México.
La cuenca del río La Pasión tiene un número importante de sitios arqueológicos pertenecientes a la civilización Maya, entre los cuales se encuentran los centros urbanos precolombinos de Dos Pilas, Tamarindito, Aguateca, Ceibal y Machaquilá.

## Turismo y sitios arqueológicos
El río La Pasión cuenta con gran diversidad de atractivos turísticos naturales y arqueológicos. Por ello el ecoturismo, el turismo de aventura y el turismo cultural constituyen una fuente de ingresos importante para las comunidades locales. Uno de los principales medios de transporte en el área es el ferry, el cual funciona en horarios bastante extendidos.
El área que abarca el río La Pasión es de gran importancia cultural y natural ya que cuenta con ocho sitios en el registro nacional de áreas protegidas del Consejo Nacional de Áreas Protegidas – CONAP –, entre ellos parques nacionales y sitios arqueológicos. Las áreas protegidas que aquí se encuentran son de tipo I, II y III, las cuales según el Reglamento de la Ley de Nacional de Áreas Protegidas tienen las siguientes características: 
Las categorías tipo I, se refieren a parques nacionales y reservas biológicas. Es decir, áreas de relativa extensión en las cuales la actividad humana ha tenido un efecto mínimo y por ello son poseen ecosistemas y especies únicas de flora y fauna de gran valor científico y ecológico. 
El manejo de estas áreas tiene como objetivo la conservación de los procesos naturales de la diversidad biológica que ahí habita, para perpetuar su estado y belleza natural. Entre las prohibiciones de este tipo de categoría se encuentran: destruir, cortar o extraer la flora y la fauna característica del lugar, así como la introducción de nuevas especies.
Los biotopos, los monumentos culturales y naturales, al igual que los parques históricos son los lugares que abarca la categoría tipo II. Estas áreas se distinguen por tener elementos naturales sobresalientes, vestigios arqueológicos e históricos incuantificables.
En este tipo de área protegida no es necesario que habiten especies de flora, fauna o ecosistemas únicos. El terreno que abarca la protección dependerá del tamaño de los elementos naturales o vestigios naturales que ahí se encuentren. 
Entre los objetivos del manejo de las áreas tipo II, están la protección de los elementos naturales y culturales de valor que contengan. Permitiendo que se utilicen como sitios de recreo, educación ambiental y turismo controlado. Aquí se pueden realizar investigaciones científicas. Siempre y cuando estas actividades tengan un impacto mínimo en el lugar.
En la categoría III, se indica que se incluyen las áreas de uso múltiple, los manantiales, las reservas forestales y los refugios de vida silvestre. Por esta razón son áreas boscosas relativamente grandes.
Las áreas de tipo III, que han tenido alteraciones hechas por las personas pero que aún mantienen buena parte de su paisaje natural. En ellas se puede realizar la producción sostenible de los productos naturales del área, siempre y cuando no se afecte de manera negativa y permanente los ecosistemas que ahí habiten. 
La protección de este tipo de lugar se realiza con el objetivo de proveer un medio sostenido de producción de agua, madera, flora y fauna silvestre, pudiendo tener fines económicos y sociales. Para que estas áreas sean seleccionadas para su protección, se debe contar con un plan que asegure el aprovechamiento sostenido de recursos naturales que ahí se encuentran.

### Parques nacionales y reservas ecológicas

#### Parque nacional El Rosario(Tipo I)
Es un parque nacional situado en el municipio de Sayaxché, la laguna que ahí se ubica es alimentada por el río la Pasión.  Está registrado en el Consejo Nacional de Áreas Protegidas – CONAP – desde el 10 de octubre de 1980 con un área que abarca 12 km. 
Además de la variedad de reptiles y fauna que habita en la laguna y sus alrededores, este parque cuenta con una gran variedad de flora, senderos y áreas para acampar. Si bien la laguna está habitada por cocodrilos, en ciertos horarios es posible nadar. La entidad encargada de cuidar y mantener este parque es la dependencia de Parques Nacionales y Vida Silvestre del Instituto Nacional Forestal. Se permite el acceso del público de lunes a viernes, en horario de 08:00 a 17:00 horas.

#### Refugio de vida silvestre El Pucté (Tipo III)
Se encuentra en el municipio de Las Cruces, Petén y abarca un área estimada de 166km, de acuerdo al registro del CONAP. 
Entre los atractivos más significativos de este lugar se encuentran varios nacimientos de agua y arroyos que desbocan en el río La Pasión. El punto más conocido del refugio de vida silvestre es el Cráter Azul, un nacimiento de agua del arroyo San Teodoro, ya que a pesar de dar la impresión de ser un cráter, solamente mide cinco metros de profundidad. El arroyo Pucté también es otro de los sitios turísticos más buscados.

#### Refugio de vida silvestre Petexbatún (Tipo III)
Este refugio se ubica en al sur del municipio de Sayaxché, en Petén. De acuerdo a los registros oficiales abarca un área de aproximadamente 40km. Entre sus atractivos se encuentran un bosque que alberga aves como garzas y águilas. Sin embargo, el atractivo principal de este refugio es la laguna que es tributaria del río La Pasión.
Además de su belleza natural, se cree que la laguna Pexebatún proveyó de agua a ciudades como Dos Pilas, ciudad maya fundada en el año 640A.d. C., luego de la conquista de Tikal. Además de este en los alrededores de la laguna se sitúan cuatro sitios arqueológicos.

### Sitios arqueológicos

#### Machaquilá(Tipo III)
En el registro de áreas protegidas está inscrita como un refugio de vida silvestre que abarca 147km. Sin embargo, en este lugar se asentó una ciudad maya, con el mismo nombre, que floreció durante el Período Clásico. 
La ciudad de Machaquilá se ubica en el municipio de Poptún, en Petén, es de difícil acceso y en ella se encuentra el río Machaquilá, una de las principales afluentes que alimentan el río La Pasión. Se estima que esta ciudad tuvo su mayor desarrollo en el año 900, en ella se pueden encontrar estelas, altares y diversas estructuras de pequeñas ciudades y asentamientos que se cree fueron ocupados entre el periodo Preclásico y Posclásico.

#### Aguateca(Tipo II)
Es uno de los sitios más accesibles y mejor restaurados del área de Pexebatún, Sayaxché, Petén. En los alrededores de esta ciudad se encuentran las ciudades de Dos Pilas, Tamarindito y Arroyo de Piedra. En el registro de áreas protegidas está inscrito como un monumento cultural que abarca 16 km. 
Esta ciudad se distingue por su ubicación geográfica, está en el punto más alto de una serie de quebradas que cumplían la función de barrera ante posibles ataques de ciudades rivales e invasores. Asimismo, cuenta con un puente de piedra que data desde que la ciudad se encontraba ocupada por los mayas en el periodo Clásico tardío. 
Se desconoce la razón exacta por la cual esta ciudad fue abandonada, pero dadas las estructuras que quedaron inconclusas, entre ellas un templo de gran tamaño, se puede afirmar que fue abandonada de forma abrupta. Probablemente por un ataque inesperado.

#### Dos Pilas(Tipo II)
Esta ciudad tuvo un papel determinante en la caída de grandes ciudades mayas, entre ellas Tikal. Dado que al momento de la caída de Dos Pilas, el rey B’alaj Chan K’awil, su entonces gobernante, decidió aliarse con su invasores e invadir Tikal, ciudad rival y una de las más importantes élites ceremoniales y políticas del período Posclásico.
Para acceder a Dos Pilas es necesario emprender un viaje que se divide en dos etapas, primero es necesario adentrarse en el lago de Pexebatún, desde Sayaxché, Petén. Luego se hace un recorrido que por sederos selváticos. Por tierra es accesible, sin embargo, es un tramo bastante largo y difícil de atravesar. Puede ser esta la razón por la cual a pesar de haber sido descubierta en la década de los años 1950, la ciudad se empezó a explorar hasta 1980. En el año 2002, gracias a un huracán que tuvo lugar en el año 2001, se descubrieron los primeros escalones de un templo en el cual se relatan, por medio de glifos tallados en las escalinatas, 60 años de conflicto con las ciudades de Tikal y Calakmul, así como entre la familia que reinaba esta ciudad y Arroyo de piedra.
A pesar de ser pequeña, esta ciudad fue protagonista entre las ciudades de la época. Se cree que durante el reinado del “Tercer gobernante”, ocurrió una guerra que llevó a la eventual conquista de la ciudad de Ceibal.

#### Ceibal(Tipo II)
Esta ciudad del período Clásico, se encuentra ubicada a aproximadamente 300 m arriba del río La Pasión, en Sayaxché, Petén. Abarca un área de 15 km, está registrada como un monumento cultural y recibe su nombre debido la gran cantidad de Ceibas que se encuentran en el lugar.
El periodo Clásico maya se distingue por su amplio desarrollo en la arquitectura, pintura, cerámica y la escultura. Por ello, no es de extrañar que en esta ciudad tuvieran lugar cuatro de las principales fases de cerámica de los mayas: Junco, Tepejilote, Bayal y Cabán. Por estar ubicada en las cercanías del río La Pasión, se cree que era una ciudad atractiva para comerciantes y guerreros. 
La mayoría de sus estructuras siguen cubiertas, al momento solamente dos montículos y un observatorio astronómico han sido restaurados. De los sitios arqueológicos en los alrededores del río La Pasión, éste es uno de los más accesibles y que cuenta con áreas para acampar.

#### Tamarindito
Ubicada también en el área de Petexbatún, Sayaxché, Petén. Tamarindito no se encuentra registrada como área protegida en el registro del CONAP, sin embargo esta ciudad maya fue el centro de poder del área durante el período Clásico temprano. Posteriormente compartió su poderío con la ciudad Arroyo de Piedra. Se cree que la élite de esta ciudad se mudó a Aguacateca, después de que su gobernante huyera para liberarse de los ataques de la ciudad vecina de Dos Pilas.
La infraestructura de la ciudad se distingue varias estelas y altares sagrados así como un campo de pelota maya. También es posible observar bancas rústicas elaboradas con piedra y con pocos detalles.
Para acceder a este sitio arqueológico es necesario salir en bote desde Sayaxché, para posteriormente seguir el sendero que lleva a las ciudades de Tamarindito y Dos pilas.

## Desastre ecológico de 2015
El 6 de junio de 2015, los residentes de las áreas aledañas al río La Pasión reportaron haber encontrado a lo largo del río un gran número de peces muertos. Al inspeccionar las instalaciones de las empresas ubicadas en Sayaxché, el 11 de junio, las autoridades no encontraron rastros de tener incidencia directa, Además se comprobó que ninguna empresa utiliza químicos que pudieran dañar el ecosistema
El administrador de la empresa declaró que la laguna de oxidación en que se vierten los residuos químicos se desbordó debido a las caudalosas lluvias, sin embargo, la empresa oficialmente negó estar involucrada o ser responsable del suceso. Se estima que este hecho afectó a las 16 comunidades que habitan en las orillas del río La Pasión, un aproximado de 5,600 familias conformadas por cerca de 30,000 personas, y un área de 105 kilómetros. Los líderes de dichas comunidades realizaron protestas para presionar a las autoridades locales a tomar acciones, asimismo se iniciaron acciones legales en contra de las empresas y sus representantes. En la actualidad las investigaciones y los procesos legales siguen abiertos. 
Las comunidades también se organizaron para detener el daño y revertir algunas de sus consecuencias. Hoy en día han vuelto a utilizar el agua del río para tareas domésticas y a realizar labores como la pesca, una de las principales actividades económicas del área. Aún se desconoce la causa de la contaminación y se ha visto que los asesinatos por los que habían sido acusadas las empresas tuvieron otros motivos.